# Halotti templom

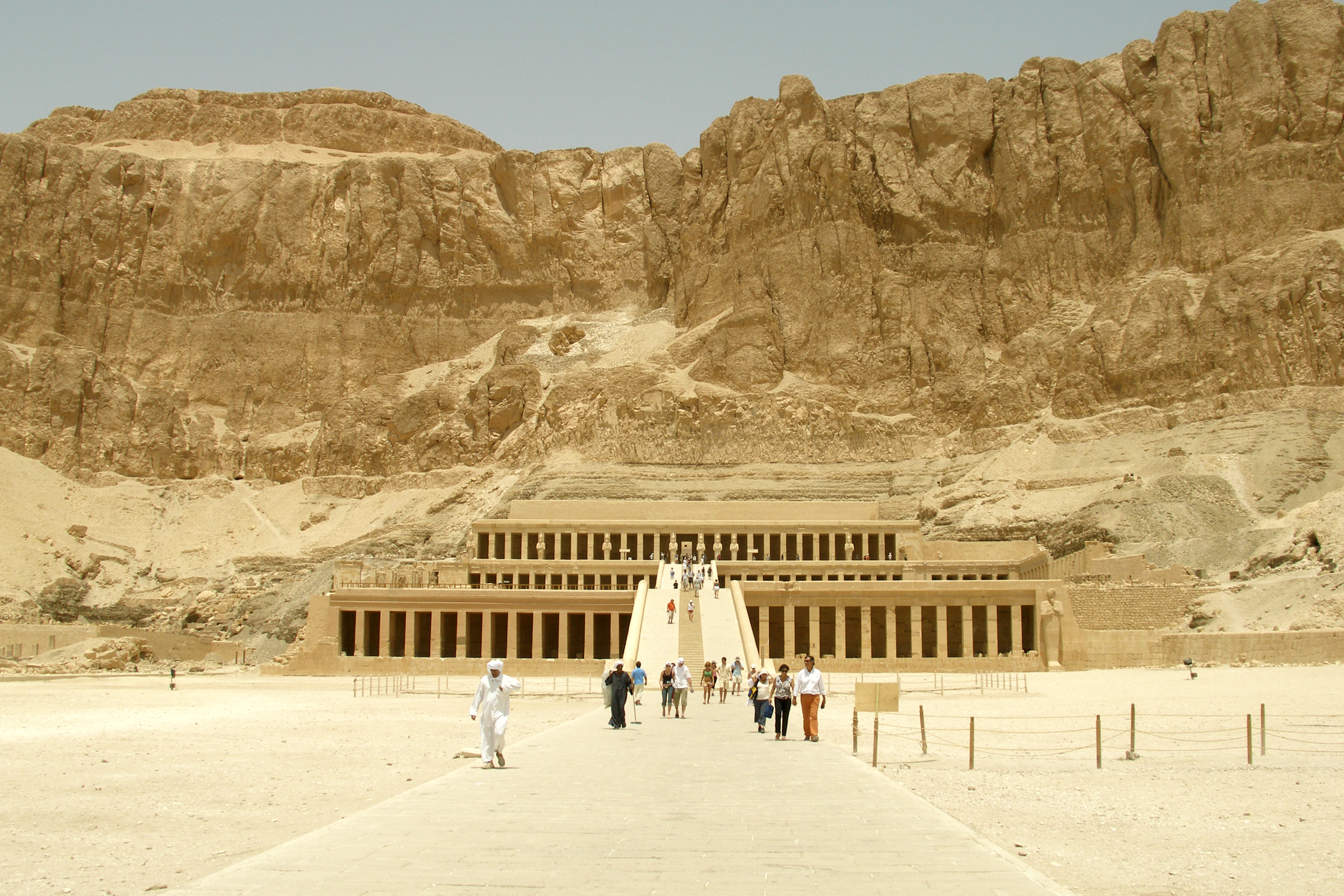
Hatsepszut halotti temploma

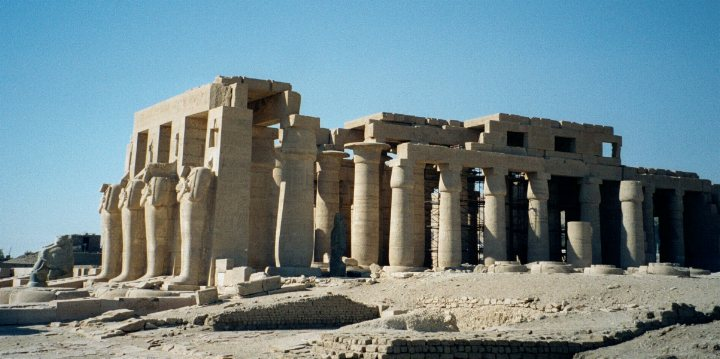
A Ramesszeum oszlopcsarnoka

A halotti templom az ókori Egyiptomban a fáraó halotti kultuszának fenntartására épített templom.
Az egyiptomiak nem tettek éles megkülönböztetést az istenek, illetve az elhunyt fáraó számára épült templomok közt, hitük szerint a fáraó halála után maga is istenné vált. A templomokra egyformán a hut, azaz „palota” vagy „udvarház” szót alkalmazták; az istenek számára épült templomot „az isten palotájának”, a fáraók halotti templomait pedig „az évmilliók palotájának” nevezték.
A legkorábbi halotti templomok még a fáraó sírjának közvetlen közelében (a piramisok mellett) épültek, az újbirodalom idején azonban már távolabb a sírtól, melyet rendszerint a Királyok völgyében alakítottak ki. Hafré fáraó idejére alakult ki az az alaprajz, mely a későbbi templomokra jellemző volt: bejárati csarnok, majd oszlopos udvar, végül öt szentély, melyben a király szobrai álltak, ezen kívül raktárhelyiségek és egy belső szentély.
A leghíresebb halotti templomok közé tartoznak Hatsepszut Dejr el-Bahari-i temploma, II. Mentuhotepnek a közelben álló, hasonló kialakítású halotti temploma, illetve a II. Ramszesz által építtetett ún. Ramesszeum, és III. Ramszeszé, Medinet Habu. A legnagyobb kiterjedésű ilyen templom III. Amenhotep halotti temploma volt, mely abban az időben egész Egyiptom legnagyobb temploma volt; mára elpusztult. Az Ehnaton által Ahet-Atonban építtetett Kis Aton-templom egy feltételezés szerint a fáraó halotti templomának épült.